# Gare de Saint-Germain-les-Belles
Gare de Saint-Germain-les-Belles – przystanek kolejowy w Saint-Germain-les-Belles, w departamencie Haute-Vienne, w regionie Nowa Akwitania, we Francji.
Jest przystankiem kolejowym Société nationale des chemins de fer français (SNCF), obsługiwanym przez pociągi TER Limousin.